# Valentin Golubev
Valentin Andreevič Golubev (in russo Валентин Андреевич Голубев?; Zavety Il'iča, 3 maggio 1992) è un pallavolista russo, libero dello Zenit-Kazan.

## Carriera

### Club
La carriera di Valentin Golubev inizia nella Lokomotiv Novosibirsk, dove gioca dalla Superliga 2010-11 e con cui vince una Coppa di Russia e la Champions League 2012-13; prende inoltre parte alla Coppa del Mondo per club 2013, perdendo solo in finale contro i brasiliani del Sada.
Per la stagione 2015-16 si accasa all'Enisej, neopromossa in Superliga: tuttavia nella stagione successiva è nuovamente al club di Novosibirsk, dove resta per un biennio prima di passare, per l'annata 2018-19, al Belogor'e con cui conquista la Challenge Cup.
Nella stagione successiva si trasferisce allo Zenit-Kazan, sempre in Superliga russa, con cui si aggiudica la Coppa di Russia 2019 e la Supercoppa russa 2020.

### Nazionale
Con la rappresentativa giovanile russa vince una medaglia di bronzo ai Giochi Olimpici giovanili del 2010, mentre dal 2013 fa parte della nazionale maggiore, con cui conquista un oro alla XXVII Universiade e un argento alla Grand Champions Cup e si aggiudica la vittoria in Volleyball Nations League 2019.
Nel 2021 vince la medaglia d'argento ai Giochi della XXXII Olimpiade di Tokyo gareggiando con la squadra del Comitato Olimpico Russo sotto la sigla ROC, a seguito dell'esclusione della Russia per la questione riguardante il doping di Stato.

## Palmarès
- Coppa di Russia: 2

2011, 2019
- Supercoppa russa: 1

2020
- Champions League: 1

2012-13
- Challenge Cup: 1

2018-19

### Nazionale (competizioni minori)
- Giochi olimpici giovanili 2010
- Universiade 2013